# .lb
.lb este un domeniu de internet de nivel superior, pentru Liban (ccTLD).